# غونار بيركيرتس
غونار بيركيرتس (بالإنجليزية: Gunnar Birkerts)‏ (باللاتفية: Gunārs Birkerts)‏ (باللاتفية: Gunārs Birkerts)‏ (17 يناير 1925 - 15 أغسطس 2017) هو مهندس معماري لاتفي أمريكي. قام بتصميم ميترو ديترويت في ديترويت وميشيغان. كما صمم متحف كورنينغ الزجاجي ومحطة إطفاء كورنينغ في كورنينغ في نيويورك. وصمم مبنى ماركيوت بلازا في منيابولس، وسفارة الولايات المتحدة في فنزويلا. وآخر أعماله كانت تصميم مكتبة لاتفيا الوطنية سنة 2014.